# Panga
El panga (Pangasianodon hypophthalmus) és una espècie de peix de la família dels pangàsids i de l'ordre dels siluriformes. S'obté fàcilment en piscifactories localitzades al sud-est asiàtic, el seu comerç resulta econòmic i el seu consum mostra una tendència creixent.

## Noms i taxonomia
Una hipòtesi etimològica suggereix que l'origen del terme Pangasianodon prové de la combinació d'un nom de peix en vietnamita i el terme grec "odous" (ὀδούς) que es tradueix com a "dents".
Aquesta espècie té diversos noms comuns, dels quals els més utilitzats a nivell global provenen de l'anglès, com ara striped catfish (per les ratlles característiques en els exemplars juvenils), iridiscent shark-catfish (pel color iridiscent que mostren alguns juvenils), swai (del tailandès สวาย) o sutchi catfish.
El panga fou descrit per primera vegada per Henri Émile Sauvage l'any 1878 com una espècie del gènere Helicophagus, dins de la família dels pangàsids, amb el nom de Helicophagus hypophthalmus. Posteriorment, l'espècie fou associada al gènere Pangasius sota el nom de Pangasius hypophthalmus, però les convencions taxonòmiques actuals l'assignen més específicament al gènere Pangasianodon. L'any 1973, també fou descrit per Henry Weed Fowler sota un altre nom, Pangasius sutchi, una denominació que es pot trobar en algunes fonts bibliogràfiques com a sinònim, tot i que la nomenclatura més acceptada actualment és Pangasianodon hypophthalmus.

## Descripció

### Mida
En l'actualitat, el panga és una espècie que poques vegades es captura en estat salvatge, sent més comú en piscifactories. En condicions de cria en estanys d'aqüicultura sol assolir una mida màxima d'entre 6 a 7 kg i una londitud estàndard de fins a 80-90 cm. No obstant això, s'han registrat exemplars d'estat silvestre molt més grans, que poden assolir 15,5 kg i 130 cm de longitud total.

### Morfologia
El panga es caracteritza per ter tenir un cap truncat moderadament ample que vist lateralment sembla punxegut. Presenta una boca terminal amb mandíbules pràcticament idèntiques en longitud, encara que en alguns exemplars grans la mandíbula superior pot sobresortir lleugerament. Quan la boca està tancada, les dents de la mandíbula superior queden completament cobertes per la mandíbula inferior, una característica que comparteix amb Pangasianodon gigas però que no es troba en altres espècies del gènere.
Una altra característica distintiva d'aquesta espècie són les seves aletes pèlviques, que tenen entre 8 i 9 radis, un tret que també comparteix exclusivament amb P. gigas, a diferència d'altres espècies del gènere, que només en tenen 6. A més, les brànquies presenten una particularitat única: la disposició de les branquiespines als arcs branquials alterna entre grans i petites, un patró que no s'observa en altres espècies properes.

#### Bufeta natatòria
La bufeta natatòria del panga és relativament gran i està formada per una sola cambra que s'estén més enllà de la cavitat abdominal, arribant fins a la part posterior de la base de l'aleta anal. Aquesta estructura no només contribueix al control de la flotabilitat, sinó que també està implicada en la respiració aèria, actuant com un òrgan auxiliar per a l'intercanvi de gasos en condicions de baix oxigen a l'aigua. La seva mida i configuració estan adaptades a l'estil de vida del peix, permetent-li utilitzar de manera eficient tant la respiració aquàtica com l'aèria.

#### Diferències amb altres espècies
Tot i les característiques similars amb Pangasianodon gigas, com el nombre de radis pèlvics i la boca terminal, el panga es diferència en altres aspectes, com ara el fet que té branquiespines ben desenvolupades, les quals li permeten una millor adaptació a entorns aquàtics amb nivells d'oxigen reduïts; barbetes més llargues, que li confereixen una millor capacitat de detecció en entorns amb corrent d'aigua; i una mida màxima molt menor en comparació amb els més de 3 metres que pot assolir P. gigas.

### Coloració

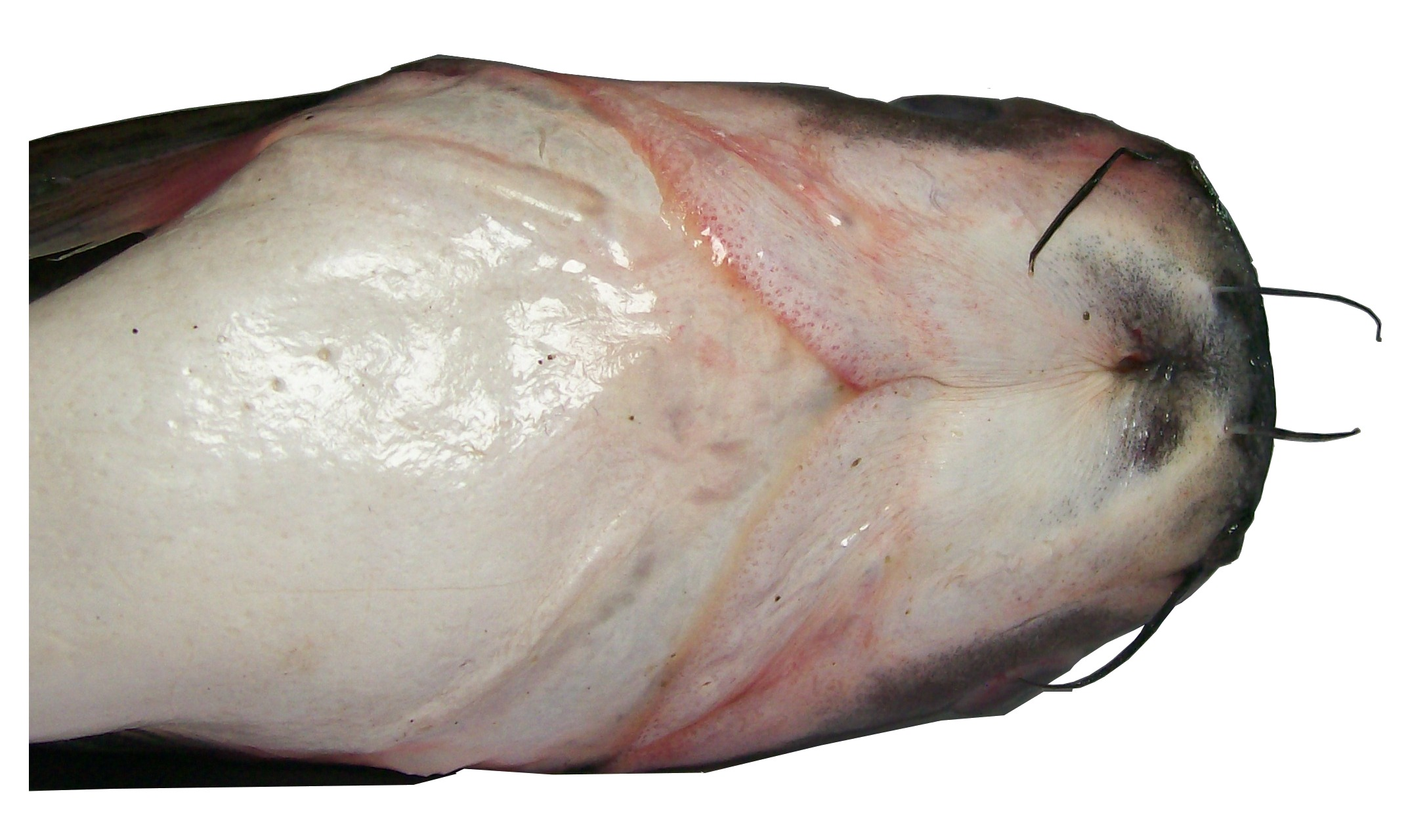
Part ventral del cap de P. hypophthalmus, mostrant el seu ventre blanc.

La majoria dels exemplars adults presenten en les parts dorsals una coloració grisa fosca o negra, mentre que la zona ventral és generalment blanca. Les aletes acostumen a ser de color fosc, sense patrons distintius. Els exemplars juvenils mostren un patró de ratlles fosques ben definides, que inclou una ratlla longitudinal dorsal i una ratlla lateral, i que es dissipen a mesura que creixen. Poden presentar irisdiscència.

## Alimentació i comportament
És omnívor: s'alimenta d'altres peixos, crustacis, insectes i restes vegetals. La digestió resulta un procés energèticament costós que augmenta la demanda d'oxigen arribant a fer necessària la combinació de respiració aquàtica i aèria. El panga du a terme una respiració aèria facultativa augmentant la freqüència de sortides a la superfície durant la digestió o en condicions d'activitat física elevada. Això succeeix especialment en piscifactories on es poden donar condicions d'hipòxia que allarguen el procés digestiu, redueixen l'assimilació de nutrients i afecten negativament el creixement del peix. Aquest comportament d'increment de dependència a la respiració aèria pot implicar un cost energètic addicional i un major risc de depredació en ambients naturals.
En les piscifactories el sistema d'alimentació es basa en pinso i està molt controlat tenint en compte el pes corporal i l'època de reproducció, entre altres factors.

## Distribució geogràfica

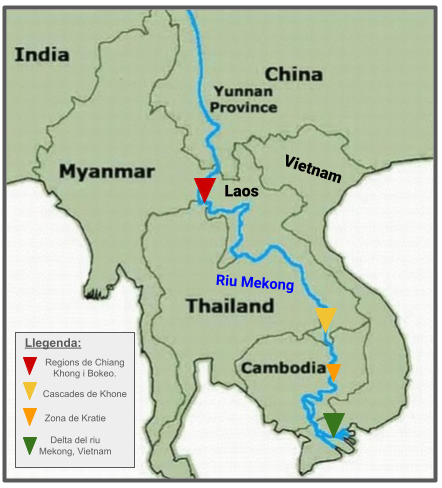
Distribució geogràfica Pangasianodon hypophthalmus; des de les zones més altes del Riu Mekong, Chiang Khong i Bokeo (en vermell), fins al delta el riu Mekong a Vietnam (en verd).

Es troba a l'Àsia, a les conques dels rius Mekong i Chao Phraya, tot i que ha estat introduït en altres rius. El rang de distribució del panga en el riu Mekong va des del delta fins a dalt del riu a les zones de Chiang Khong i Bokeo. Hi ha almenys dues poblacions diferenciades: una població més petita, a l'alt Mekong que arribaria fins a la frontera amb Myanmar; i una població molt més gran que es distribueix des del delta a Vietnam, passant per la zona de Kratie, i arribaria fins a les cascades de Khone. Aquesta última població té una gran importància en el sector pesquer. També hi pot haver una petita població en el Mekong mitjà que es distribuiria entre les cascades de Khone i fins a les confluències d'alguns dels principals afluents com el riu Mun, el riu Xe Bang Fai i el riu Songkhram.

## Hàbitat
És un peix d'aigua dolça que habita en aigües bentopelàgiques, preferentment dins d'un interval de pH de 6,5 a 7,5 i una duresa de l'aigua entre 2 i 29 dH. És una espècie migratòria en aigua dolça que viu en zones de clima tropical (22 °C-26 °C), dins del rang geogràfic de 19ºN a 8ºN (sud-est asiàtic). Aquest peix es troba principalment en rius i rierols de grans dimensions, així com en llacs i estanys. Durant la temporada de crescudes, es desplaça cap a planes d'inundació i aiguamolls interiors per alimentar-se, adaptant-se tant a aigües estancades com a corrents. Per tant, és una espècie migratòria. Tot i que normalment viu en els grans canals fluvials, també és present en aiguamolls naturals i artificials.
En el riu Mekong concretament, el seu hàbitat varia segons les necessitats estacionals de reproducció, alimentació i refugi. Es reprodueix en el curs principal del riu a l'inici de la temporada de crescudes, dispositant els ous enganxosos sobre arrels d'arbres de ribera, com el Gimenila asiatica. Els juvenils s'alimenten en zones planes d'inundació, amb especial preferència per les extenses planes d'inundació del sistema de Tonlé Sap i el delta del Mekong. A les regions més altes, l'alimentació es duu a terme a les planes d'inundació dels afluents principals, com el riu Songkhram. Durant la temporada seca, el panga viu en zones de basses profundes del riu Mekong, refugiant-se especialment en aquestes àrees per evitar la sequera i mantenir-se protegit fins al retorn de les crescudes.
A continuació es presenta una taula que resumeix els diferents hàbitats on es pot trobar el panga, així com la seva importància:
| Tipus d'hàbitat                          | Subcategoria                                             | Adequació | Importància principal |
| ---------------------------------------- | -------------------------------------------------------- | --------- | --------------------- |
| Aiguamolls (interior)                    | Rius/Rierols/Fonts Permanents (inclou cascades)          | Adequat   | Sí                    |
| Aiguamolls (interior)                    | Aiguamolls Dominats per Arbustos                         | Marginal  | -                     |
| Aiguamolls (interior)                    | Llacs d’Aigua Dolça Permanents (més de 8 ha)             | Adequat   | Sí                    |
| Aiguamolls (interior)                    | Llacs d’Aigua Dolça Temporals/Intermitents (més de 8 ha) | Adequat   | Sí                    |
| Artificial/Aquàtic i Marí                | Àrees d’Emmagatzematge d’Aigua (més de 8 ha)             | Marginal  | -                     |
| Hàbitats del Pangasianodon hypophthalmus |                                                          |           |                       |

## Reproducció en vida lliure
Es tracta d'una espècie dioica que du a terme fecundació externa. La posta d'ous és estacional i ocorre entre el març i l'agost quan l'espècie es trasllada cap a dalt del riu Mekong. El pic més important de posta d'ous és entre el juny i el juliol. Les femelles generen un únic lot d'oòcits per període de posta. És una espècie no guardiana i els ous són dispersats en l'aigua i el substrat. Entre el setembre i el desembre retornarà al corrent principal quan es produeixi una baixada del cabal per buscar hàbitats de cria.

## Criança en piscifactories
Es pren com a referència la cria de panga al Vietnam, on ha sigut una activitat documentada en nombrosos estudis. El seu cultiu en aquest país ha experimentat un creixement significatiu en els últims anys i la documentació sobre la seva criança és crucial per comprendre el seu impacte en el medi ambient i en l'economia local. El peix es cria principalment en piscifactories. L'èxit en la criança sempre depèn de l'edat, salut i maduració dels individus. Es crien en estancs i gàbies, emmagatzemats a altes densitats (al voltant de 60-80 peixos per m2) i creixen durant uns 6-8 mesos fins que arriben al seu pes de collita, aproximadament de 2kg.
Els peixos s'alimenten dues vegades al dia amb pinso granulat flotant amb un 35% de proteïna a una proporció de l'1% del seu pes corporal. Tres mesos abans de l'època de reproducció, els peixos mascles i femelles se separen en diferents estanys i se'ls proporciona pinsos que contenen un 1% de premescla de vitamines. El període de posta és entre febrer i octubre. Les femelles poden produir 80.000 ous/kg i fan usualment dos postes per temporada. S'aplica taní, llet desnatada en pols o solució de llet (7mL de llet/1 litre d'aigua) per eliminar l'adhesió dels ous. S'esbandeixen a fons amb aigua, es mesuren en una galleda graduada i es mantenen per a la incubació amb aeració suau.
Els ous fecundats s'incuben en un pot transparent de fons rodó de forma cònica (capacitat 25-30 litres) que conté aproximadament un litre d'ous i es mantenen en suspensió amb el flux ascendent d'aigua el qual es va regulant. Acostumen a eclosionar després de 22-26 hores i l'absorció del sac vitel·lí té lloc en els dos dies següents. La taxa d'eclosió sovint és del 40-60%. Al cap de 72 hores des de la fecundació, les cries es recullen amb una xarxa. Per evitar el canibalisme, es traslladen a l'estany del viver just abans de l'absorció completa del sac vitel·lí. L'aigua utilitzada per a la incubació es filtra i recicla.

Les larves s'alimenten 5-6 vegades al dia amb una emulsió mixta que consisteix en rovell d'ou cuit i carn de peix/cloïsa/gamba fins al catorzè dia. 42 dies després de l'eclosió, es transporten a estancs on creixeran i acabaran el seu cicle de vida. En aquests estancs s'alimenten de restes d'aliments domèstics, arròs, pastís d'oli de cacauet i pinsos de granulats flotants formulats amb un 20-28% de proteïnes. Per a una millor qualitat de la carn, s'alimenta només amb pinsos granulats formulats. El peix s'alimenta dues vegades al dia (matí i vespre). La ració diària durant els primers dies és del 6% del pes corporal i es redueix fins a l'1% cap al final del seu cicle de vida. Finalment, 2-3 dies abans de la recol·lecta del peix, és recomanable no proporcionar-los aliment per tal d'augmentar la qualitat de la carn. Un cop recollit, és posat en fred immediatament. Una productivitat de 30 a 50 T/ha (tones per hectàrea) es pot esperar per collita.

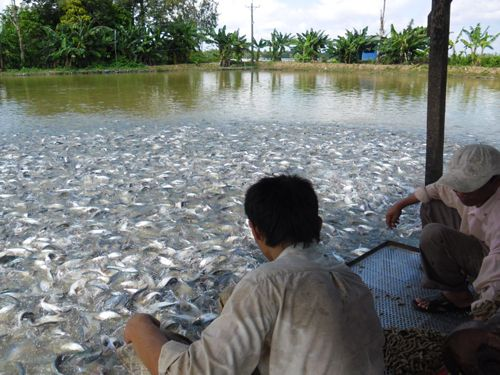
Criança en estany de panga al Vietnam

La producció en estanys pot donar lloc a rendiments d'uns 250 a 300 MT/ha; 4 vegades més que altres espècies d'aqüicultura. D'altra banda, la producció en gàbies es produeix en embassaments, llacs o rius, i les densitats d'emmagatzematge oscil·len entre els 100-150 peixos/m3 (100-120 kg/m3). Les gàbies flotants ajuden a mantenir l'intercanvi d'aigua continu i permeten una major densitat i productivitat de peixos. Avui dia, les granges estan obligades a donar informació sobre qualsevol possible impacte ambiental abans que comencin les seves operacions.
Panga presenta una sèries d'avantatges potencials en termes de capacitat reproductiva, resistència a l'oxigen dissolt baix i rendiments de producció. El desenvolupament posterior dels estàndards d'aqüicultura ajudarà a definir com la indústria aqüícola d'aquest peix pot millorar encara més i assegurar un futur sostenible.

## Malalties
El panga és susceptible a diverses malalties, moltes d'elles associades a la seva cria en piscifactories i aquaris. Aquestes afeccions poden tenir un impacte significatiu en la seva salut i en la producció aqüícola. La següent taula presenta un resum de les malalties més comuns que afecten aquesta espècie, incloent-hi el tipus d'infecció, l'agent causal, les zones del cos afectades, la simptomatologia i els contextos en què s'han observat:
| Nom de la malaltia                                                 | Tipus de malaltia    | Agent causal                 | Zona del peix afectada                                                                   | Simptomatologia | Individu/zona on s'ha observat                 |
| ------------------------------------------------------------------ | -------------------- | ---------------------------- | ---------------------------------------------------------------------------------------- | --- | ---------------------------------------------- |
| Infecció per Silurodiscides                                        | Infecció parasitària | Silurodiscides sp.           | Brànquies                                                                                | Brànquies inflades, dificultat respiratòria. | Aquaris                                        |
| Infecció per Cryptobia                                             | Infecció parasitària | Cryptobia branchialis        | Brànquies i pell                                                                         | Brànquies inflades, deposició de moc gruixut a la superfície branquial, reducció de les làmines respiratòries, hipertròfia de l'epiteli respiratori. Baix consum d'oxigen. | Observat en piscifactories                     |
| Tricodinosi                                                        | Infecció parasitària | Trichodina sp.               | Cèl·lules epitelials, brànquies i pell.                                                  | Danys a la pell i brànquies, dificultat respiratòria, pèrdua de gana, pèrdua d'escates.                                                                                    | Observat en piscifactories                     |
| Malaltia del punt blanc (Ichtyophthiriasis)                        | Infecció parasitària | Ichthyophthirius multifiliis | Brànquies i pell                                                                         | Aparició de quists blancs (1mm de diàmetre), picor, moviments freqüents de refregament, respiració irregular.                                                              | Observat en piscifactories                     |
| Septicèmia entèrica del bagre                                      | Infecció bacteriana  | Edwardsiella ictaluri        | Zona superior del cap, teixit connectiu, cervell.                                        | Desorientació i natació en espiral, pèrdua de gana, comportament anormal (apatia i natació caòtica).                                                                       | Observat en piscifactories                     |
| Infecció per esporozous                                            | Infecció parasitària | Henneguya sp.                | Pell i teixits. Les espores bloquegen els òrgans interns evitant el normal funcionament. | Coloració fosca i/o accentuada, moviment giratori, podridura de l'aleta i la cua. Infecció bacteriana secundària.                                                          | Observat en piscifactories                     |
| Malaltia de les brànquies                                          | Infecció parasitària | Dactylogyrus sp.             | Brànquies                                                                                | Brànquies inflades i pàl·lides, elevada secreció de moc, opercle estès, dificultat respiratòria, bloqueig de l'entrada d'aire, coloració fosca, pèrdua de pes.             | Femelles i mascles/ Observat en piscifactories |
| Malalties i infeccions més comuns del Pangasianodon hypophthalmus. |                      |                              |                                                                                          | |                                                |

## Impacte econòmic
Una de les raons principals per les quals el panga és popular és el cost. A més el seu comportament reproductiu prolífic resulta en un nombre de larves relativament gran les quals són barates de criar i cultivar, fent-lo competitiu en el preu, fins i tot quan s'exporta a l'estranger.
Durant els darrers 30 anys, el creixement de l'oferta de peix ha vingut de l'aqüicultura, ja que la majoria de les pesqueries estan plenament sobreexplotades. L'aqüicultura ha augmentat de menys d'1 milió de tones l'any 1950 a 80 milions de tones l'any 2016. Això correspon a una taxa de creixement del 8,3%. Els països en desenvolupament aporten el 92,5% de la producció mundial d'aqüicultura. Aquest increment és beneficiós perquè proporciona ocupació, mitjans de subsistència, desenvolupament comunitari, així com alleugerar la pobresa i proporcionar una part substancial de proteïnes animals. L'ascens de l'aqüicultura el 2030 succeirà sobretot en països d'Àsia, Àfrica, destacant-ne Bangladesh.Bangladesh és el segon productor global més gran de panga amb una producció total de 499.815 tones mètriques (MT) entre el 2017 i el 2018.
Vietnam és el productor i exportador més gran de panga amb gairebé la meitat de la producció total global (1,4 milions MT el 2019). Tot i la seva baixa reputació, l'exportació total de panga des d'aquest país va assolir els 1300 milions de dòlars entre els mesos de gener i agost del 2024, estimant els 2.000 milions a finals de l'any. És exportat a mercats d'alt valor gràcies a la seva assequibilitat. Un dels mercats més grans és l'Europeu. Els proveïdors vietnamites i els importadors europeus han establert relacions sòlides i a llarg termini entre ells, de manera que Vietnam té un alt avantatge competitiu. La mà d'obra vietnamita és barata i es creen fàbriques per processar el panga cru en els productes preferits dels consumidors europeus, majoritàriament en filets congelats. El juny del 2019, la Unió Europea i Vietnam van signar un Tractat de Lliure Comerç. Aquest acord va entrar en vigor l'agost del 2020. En virtut d'aquest acord, al voltant del 99% dels aranzels d'importació son eliminats.

### Preus del panga al mercat europeu
El preu dels productes derivats del panga varia segons el país, el mercat i la forma de producció, la següent taula recull exemples dels preus de diferents presentacions de filets de panga en diversos països europeus a l'octubre de 2020. Aquesta informació permet comparar els costos segons el tipus de producte i mercat:
| País                    | Mercat       | Forma de producció | Descripció del producte                      | Preu per kilogram (euros)      |
| ----------------------- | ------------ | ------------------ | -------------------------------------------- | ------------------------------ |
| Països Baixos           | Albert Heijn | Congelat           | 675 grams de filets de panga congelats, crus | 5,41                           |
| Regne Unit              | Tesco        | Congelat           | 600 grams de filets de basa, crus            | 7,35 (6,66 lliures esterlines) |
| Alemanya                | Metro        | Congelat           | 900 grams de filets de panga congelats, crus | 6,92                           |
| Espanya                 | Eroski       | Congelat           | 800 grams de filets de panga congelats, crus | 5,36                           |
| Font: Seafood TIP, 2020 |              |                    |                                              |                                |

## Salut i alimentació
El panga és un peix d'aqüicultura d'aigua dolça de gran importància en la indústria alimentària, amb una gran demanda principalment deguda al baix cost de producció i de venda. Es comercialitza des de països asiàtics com el Vietnam i, en forma de filet, sovint es pot confondre amb altres peixos com el llenguado, el mero o l'halibut.
Pel que fa al seu valor nutricional, és semblant al d'altres peixos blancs d'aigua dolça, tots d'alt valor nutritiu, tot i que el panga es troba lleugerament per sota. Destaca per ser ric en proteïnes i baix en substàncies calòriques com el colesterol i els greixos (4,4%, amb 90 kcal per cada 100 grams). Generalment, conté proteïnes d'alt valor biològic; minerals com el calci i el fòsfor, i vitamines A, B1, C i D. També conté, en menor proporció, greixos essencials com l'omega-3.
A continuació, es presenta una taula amb la composició nutricional del panga, segons dades de l'Agència Catalana de Seguretat Alimentària (ACSA), que inclou valors d'energia, proteïnes, greix i colesterol:
|                                                 | Energia | Proteïnes | Greix | Colesterol |
| ----------------------------------------------- | ------- | --------- | ----- | ---------- |
| Panga                                           | 67 kcal | 13,4 g    | 1,2 g | 29,8 mg    |
| Font: Agència Catalana de Seguretat Alimentària |         |           |       |            |

Segons l'assessorament del Comitè Científic Assessor de Seguretat Alimentària publicat l'abril de 2017, es considera segur el consum de peix panga dins d'una dieta equilibrada i saludable. Aquest peix prové d'un país del Tercer món i, per tant, ha de complir unes normatives estrictes per poder ser comercialitzat a la Unió Europea (UE). Per exemple, d'acord amb el reglament de la Comissió nº 37/2010 del 22 de desembre de 2009, no hi pot haver cap traça de nitrofurantoïna en cap aliment d'origen animal a causa dels seus possibles efectes carcinògens cap al consumidor. Tot i això, hi ha evidències que, en algunes regions del sud-est asiàtic, encara fan ús d'aquest antibiòtics en les piscifactories. Per això, és important establir tècniques i normatives rigoroses de monitoratge. Es van fer diverses anàlisis quantitatives per detectar els possibles contaminants químics (com el mercuri inorgànic, el metil mercuri, l'arsènic, entre d'altres) presents en els filets del peix, tenint en compte els nivells màxims de contaminant que podrien arribar-hi segons les condicions de producció i processament. En tots els casos, els nivells detectats no representen un risc per a la salut dels consumidors. A més, tampoc és habitual trobar-los contaminats per plaguicides. No obstant això, cal evitar un consum excessiu del producte, ja que, tot i no suposar un perill immediat, es troba a la llista de peixos amb alt contingut de mercuri, com també ho seria la tonyina.
A Espanya no s'ha registrat cap brot alimentari significatiu causat pel Panga.

## Controvèrsies
Tot i la seva gran popularitat, el panga ha estat envoltat de diverses controvèrsies al llarg dels anys, les quals l'han atorgat una mala fama. Alguns exemples més destacats de les crítiques que ha rebut inclouen:
- El 2008, en un diari francès, es descrivia al peix com a "ple de verí" perquè es va descobrir que suposadament els peixos es cultivaven en aigües contaminades del riu Mekong.
- El 2011 va sorgir el documental Das Erste: "The Pangasius Lie", emès per la televisió alemanya. Aquest criticava la indústria del panga pel seu mal ús de productes químics perillosos i prohibits a Europa.
- A la indústria nord-americana del peix gat americà (Ictalurus punctatus) s'han expressat les crítiques més contundents contra el panga. Aquestes es van convertir simultàneament en una guerra de relacions públiques contra el peix gat de la Xina (Silurus asotus). Es van presentar nombroses denúncies contra els exportadors de Vietnam al·legant la mala qualitat de l'aigua i la presència de substàncies il·legals.[54]
- El 2017 l'article d'Ecologistas en Acción denuncia la producció intensiva del peix panga pels greus impactes ecològics i de salut que comporten els mètodes utilitzats a les granges. Parlen de com aquest tipus d'aqüicultura intensiva provoca contaminació al riu Mekong, de l'ús excessiu d'antibiòtics que genera resistències bacterianes i de les conseqüències sobre el benestar animal.[55]

És important tenir en compte que hi ha equips d'investigació que han fet estudis per comprovar aquestes al·legacions, sobretot en relació amb les aigües contaminades, i han trobat que la major part de l'impacte d'aquesta contaminació és "insignificant" en relació amb el risc que suposa per la salut del consumidor, a més de refutar altres afirmacions que deien que hi havia treball esclau.
En general, les crítiques i controvèrsies se centren en els àmbits següents:

### Impacte ambiental i seguretat alimentària

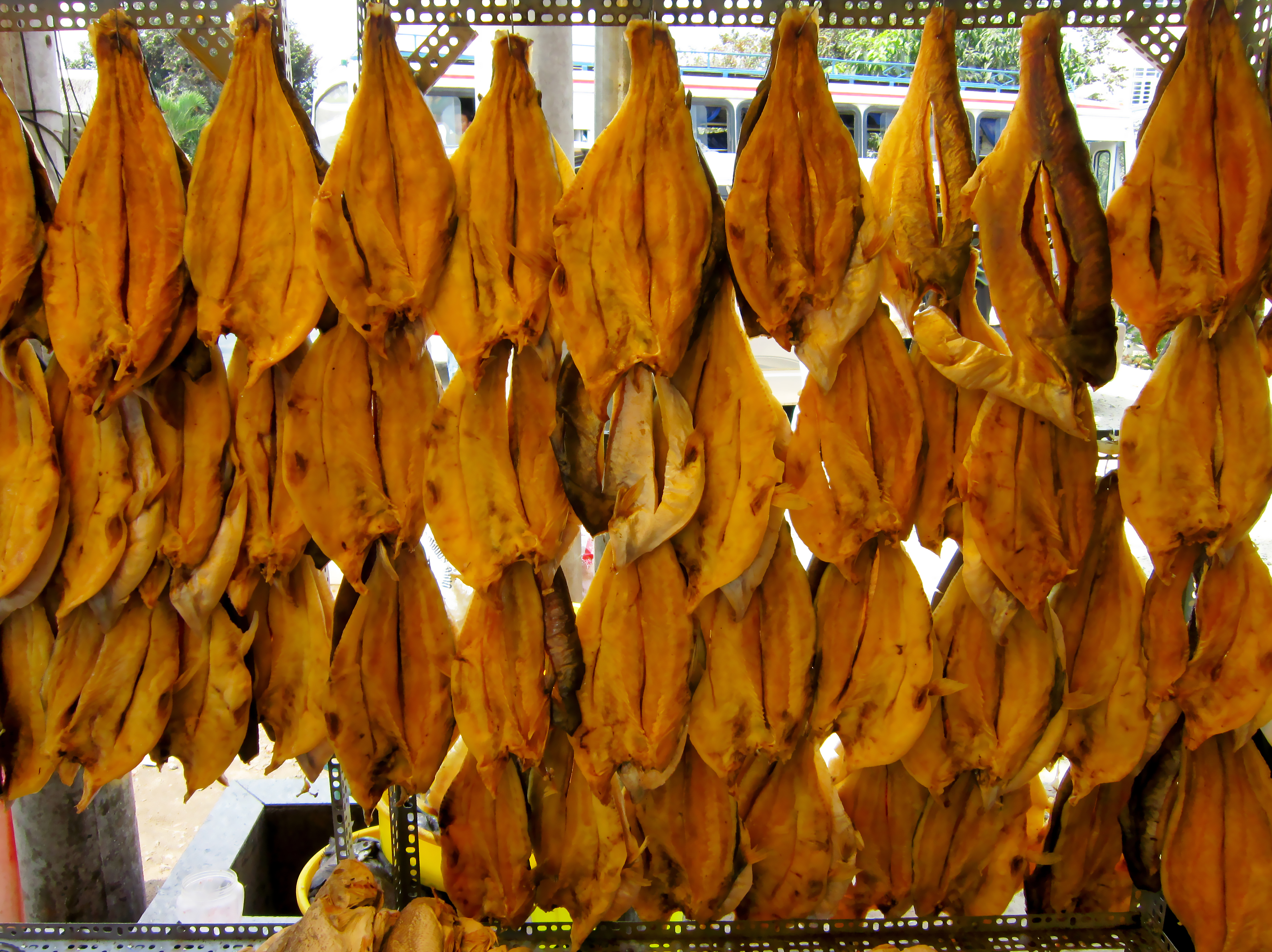
Filets de Pangasianodon hypophthalmus assecat al sud de Vietnam.

La ràpida expansió del comerç del panga entre Vietnam i la Unió Europea ha generat preocupacions sobre l'impacte que ha tingut en els ecosistemes locals, sobretot pel que fa a la contaminació de l'aigua per compostos com el nitrogen i el fòsfor, que poden alterar les xarxes tròfiques i provocar la pèrdua de biodiversitat, així com pel mal ús dels antibiòtics, que pot contribuir a la creació de bacteris resistents. Hi ha molts estudis que tracten d'identificar quins són els efectes reals d'aquesta pràctica, gràcies als quals, amb el suport de certificacions com l'Aquaculture Stewardship Council (ASC), s'han pogut implementar pràctiques de producció més sostenibles per reduir aquests impactes negatius.
En recents investigacions s'han detectat traces de Salmonella i Listeria monocytogenes en filets de pangasius importats a Amèrica del Nord i Europa, fet que suposa un risc per a la salut en cas d'ingesta. S'ha demostrat que el rendiment del FSMS (sistema de gestió de la seguretat alimentària) funciona a un nivell de seguretat moderat en la majoria dels àmbits, però en l'esquema d'avaluació microbiana no assoleix una seguretat acceptable. Es posa èmfasi en la necessitat de millorar les pràctiques d'higene personal, així com les de neteja i sanejament dels productes i de les instal·lacions per evitar la contaminació creuada. Actualment, també es considera necessari revisar el sistema APPCC vigent per complir els requisits establerts.

### Efectes sobre la indústria local
L'expansió ràpida del panga al mercat internacional, amb preus baixos, ha provocat tensions comercials a causa de la gran competència amb altres indústries locals, especialment als Estats Units i a la Unió Europea. Això ha generat crítiques, no sempre fonamentades en evidències científiques rigoroses, i ha donat lloc a accions legislatives per dificultar-ne l'entrada. Malgrat aquestes controvèrsies, hi ha una gran demanda del producte que ha impulsat l'expansió de les granges d'aqüicultura, sovint a costa d'hàbitats naturals i zones forestals del sud-est asiàtic. Això contribueix a la disminució de la biodiversitat local i al deteriorament dels hàbitats fluvials, a més d'exercir més pressió sobre les poblacions de peixos salvatges a causa de la dependència a la farina de peix, ja que per satisfer les necessitats alimentàries d'aquestes granges cal la recol·lecció d'aquests.